# 거진초등학교 송정분교
거진초등학교 송정분교는 대한민국 강원도 고성군에 있었던 공립 초등학교이다.

## 학교 연혁
- 1940년 4월 1일 송정간이학교 인가
- 1956년 5월 24일 송정국민학교 승격 인가
- 1956년 9월 1일 송정국민학교 개교
- 1996년 3월 1일 송정초등학교로 개칭
- 1997년 4월 28일 교사 개축 준공
- 1999년 3월 1일 거진초등학교 송정분교장으로 격하
- 2012년 2월 15일 제52회 졸업식(누계 1,150명)
- 2015년 3월 1일 1학급 편성
- 2016년 2월 29일 거진초등학교로 통폐합[1]